# Balavé
Balavé  là một tổng Banwa (tỉnh) ở phía tây Burkina Faso. Thủ phủ là thị xã Balavé. Theo điều tra dân số năm 1996, tổng này có tổng dân số 14.820 người.

## Các thị xã và làng xã
Các thị xã và làng xã và dân số các tổng như sau:
- Balavé (4 700 dân) (thủ phủ)
- Badinga	(1 948 dân)
- Doga	(813 dân)
- Gama	(735 dân)
- Hasbialaye	(845 dân)
- Lago	(611 dân)
- Tangouna	(977 dân)
- Yasso	(4 191 dân)